# Spelaragent

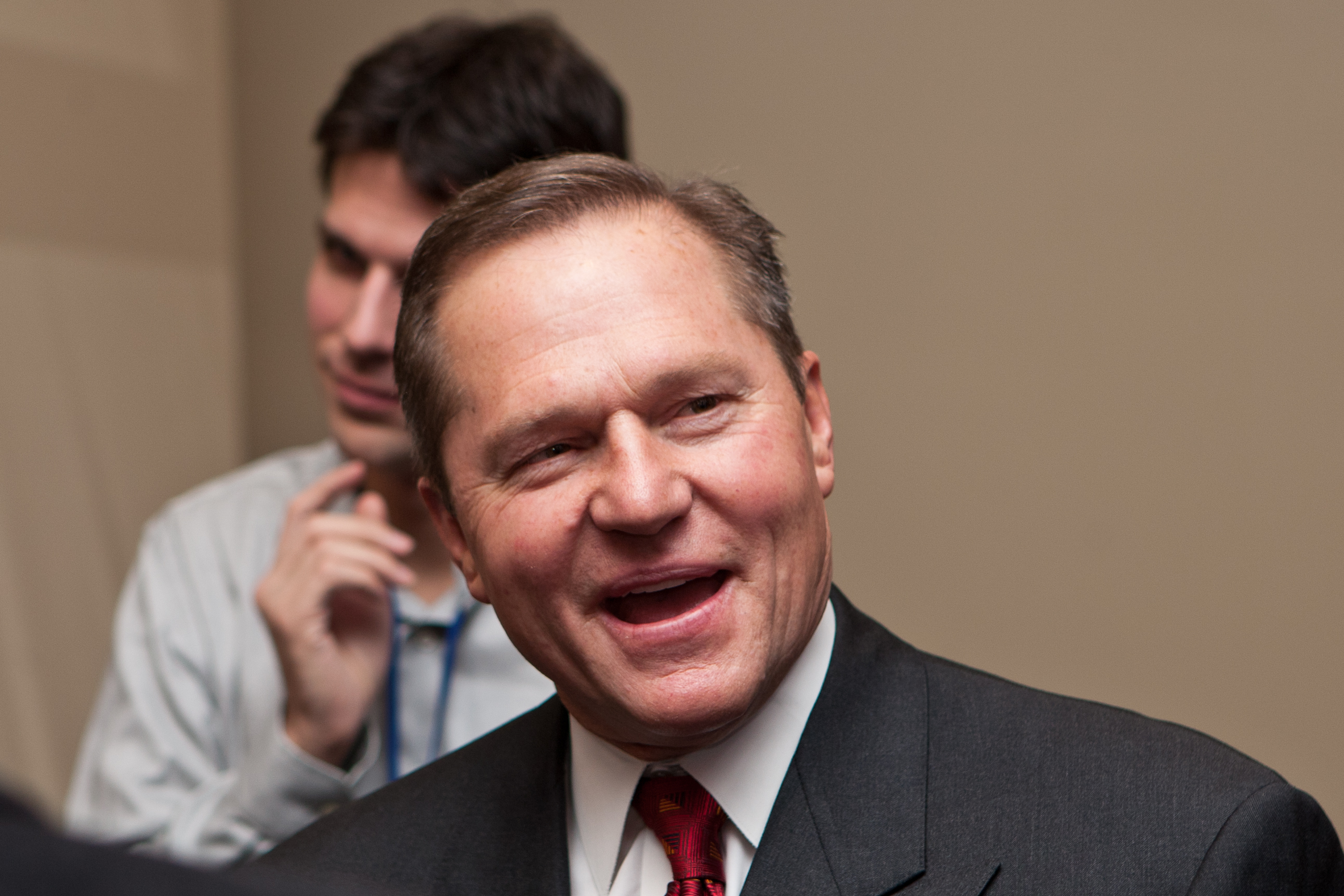
Scott Boras är en spelaragent verksam inom baseboll

En spelaragent är en person som avtalat med en idrottsman om att företräda denne i förhandlingar med arrangörer eller föreningar i samband med kontraktskrivande. En spelaragent kan även fungera som juridisk eller ekonomisk rådgivare i allmänhet.
Det finns olika regler för spelaragenter i olika länder och idrotter. Ofta måste en agent vara licensierad och uppfylla vissa krav på exempelvis etik och utbildning.
Agenter kan antingen arbeta självständigt eller vara anslutna till en större organisation. De får ofta betalt som en procentuell andel av spelarens intäkter. En slags agent är fotbollsagent. 